# Tuffi alla XXVII Universiade
Le gare di tuffi della XXVII Universiade si sono svolte all'Aquatics Center di Kazan', in Russia, dal 5 al 12 luglio 2013.

## Podi

### Uomini
| Evento                         | Oro                                                         | Argento | Bronzo                                                                         |
| Trampolino 1 m                 | Lin Jin                                                     | Qin Tian | Evgenij Novoselov                                                              |
| Trampolino 3 m                 | Evgenij Kuznecov                                            | Lin Jin | Qin Tian                                                                       |
| Piattaforma 10 m               | Huo Liang                                                   | Wu Jun | Viktor Minibaev                                                                |
| Trampolino 3 m sincronizzato   | Russia Evgenij Kuznecov Il'ja Zacharov                      | Cina Lin Jin Luo Yutong                                                                                           | Messico Yahel Castillo Daniel Islas                                            |
| Piattaforma 10 m sincronizzata | Cina Huo Liang Ying Hong                                    | Russia Artëm Česakov Viktor Minibaev                                                                              | Messico Iván García Germán Sánchez                                             |
| Squadre                        | Cina Huo Liang Lin Jin Luo Yutong Qin Tian Wu Jun Ying Hong | Russia Artëm Česakov Jurij Kunakov Evgenij Kuznecov Viktor Minibaev Sergej Nazin Evgenij Novoselov Il'ja Zacharov | Messico Yahel Castillo Iván García Daniel Islas Marrufo Pacheco Germán Sánchez |

### Donne
| Evento                         | Oro                                                                    | Argento | Bronzo                                            |
| Trampolino 1 m                 | Samantha Mills                                                         | Jia Dongjin | Wang Liting                                       |
| Trampolino 3 m                 | Zheng Shuangxue                                                        | Jia Dongjin | Arantxa Chávez                                    |
| Piattaforma 10 m               | Julija Koltunova                                                       | Xia Yuhua | Chen Ni                                           |
| Trampolino 3 m sincronizzato   | Cina Chen Ye Zheng Shuangxue                                           | Australia Samantha Mills Fan Esther Qin                                                                             | Stati Uniti Meghan Houston Laura Ryan             |
| Piattaforma 10 m sincronizzata | Cina Chen Ni Xia Yuhua                                                 | Russia Natal'ja Gončarova Julija Koltunova                                                                          | Messico Marisa Díaz Paola Espinosa                |
| Squadre                        | Cina Chen Ni Chen Ye Jia Dongjin Wang Liting Xia Yuhua Zheng Shuangxue | Stati Uniti Loren Figueroa Meghan Houston Sarah McCrady Samantha Pickens Laura Ryan Mackenzie Tweardy Katrina Young | Messico Arantxa Chávez Marisa Díaz Paola Espinosa |

## Medagliere
| Pos.   | Paese       |    |    |    | Totale |
| ------ | ----------- | -- | -- | -- | ------ |
| 1      | Cina        | 8  | 7  | 3  | 18     |
| 2      | Russia      | 3  | 3  | 2  | 8      |
| 3      | Australia   | 1  | 1  | 0  | 2      |
| 4      | Stati Uniti | 0  | 1  | 1  | 2      |
| 5      | Messico     | 0  | 0  | 6  | 6      |
| Totale | Totale      | 12 | 12 | 12 | 36     |